# Turniej olimpijski w piłce siatkowej mężczyzn 2008/Półfinały
Mecze półfinałowe turnieju olimpijskiego w piłce siatkowej mężczyzn podczas XXIX Letnich Igrzysk Olimpijskich w Pekinie rozegrane zostały 22 sierpnia.
Awans do tej fazy uzyskały 4 drużyny, które wygrały swoje mecze w ćwierćfinałach (Brazylia, Rosja, Stany Zjednoczone oraz Włochy). 
Pary półfinałowe ustalone zostały na podstawie wzoru:
31. – 32.
33. – 34. (patrz: Turniej olimpijski w piłce siatkowej mężczyzn 2008/Ćwierćfinały)
Awans do finału uzyskali obrońcy tytułu - Brazylijczycy oraz Amerykanie.

## Mecze
| 22 sierpnia 2008 12:35 (UTC+8) 6:35 (UTC+2) | Stany Zjednoczone      | 3:2 (25:22, 25:21, 25:27, 22:25, 15:13) | Rosja                   | Capital Indoor Stadium, Pekin                                                |  |
|                                             | Clayton Stanley 19 pkt | raport raport P-3 raport P-2            | Maksim Michajłow 31 pkt | Widzów: 12 500 Sędziowie: Osamu Sakaide (Japonia) i Ibrahim Al-Naama (Katar) |  |

| 22 sierpnia 2008 20:00 (UTC+8) 14:00 (UTC+2) | Włochy                 | 1:3 (25:19, 18:25, 21:25, 22:25) | Brazylia    | Capital Indoor Stadium, Pekin                                                      |  |
|                                              | Alberto Cisolla 15 pkt | raport raport P-3 raport P-2     | Giba 17 pkt | Widzów: 12 500 Sędziowie: Kim Kun-Tae (Korea Południowa) i Humberto Salas (Meksyk) |  |

| A – atakujący \| L – libero \| P – przyjmujący \| R – rozgrywający \| Ś – środkowy                             |
| - – strefa, w której zawodnik rozpoczynał danego seta \| - – numer zawodnika, którego zastąpił wchodzący gracz |

## Stany Zjednoczone – Rosja
Piątek, 22 sierpnia 2008 – 12:35 (UTC+8) • Capital Indoor Stadium, Pekin
Widzów: 12500
Czas trwania meczu: 137 minut
Sędziowie: Osamu Sakaide (Japonia) i Ibrahim Al-Naama (Katar)
| Stany Zjednoczone      | 3:2                                                              | Rosja                   |
| Clayton Stanley 19 pkt | (25:22, 25:21, 25:27, 22:25, 15:13) raport raport P-2 raport P-3 | Maksim Michajłow 31 pkt |

| Poz.            | Nr | Zawodnik          | 1           | 2           | 3           | 4           | 5           | Pkt |
| --------------- | -- | ----------------- | ----------- | ----------- | ----------- | ----------- | ----------- | --- |
| R               | 1  | Lloy Ball         | 6 trzy      | 7 cztery    | 8 pięć      | 8 pięć      | 8 pięć      | 5   |
| Ś               | 4  | David Lee         | 8 pięć      | 9 sześć     | 4 jeden     | 4 jeden     | 4 jeden     | 12  |
| P               | 8  | William Priddy    | 7 cztery    | 8 pięć      | 9 sześć     | 9 sześć     | 9 sześć     | 18  |
| Ś               | 9  | Ryan Millar       | 5 dwa       | 6 trzy      | 7 cztery    | 7 cztery    | 7 cztery    | 14  |
| P               | 10 | Riley Salmon      | 4 jeden     | 5 dwa       | 6 trzy      | 6 trzy      | 6 trzy      | 13  |
| A               | 13 | Clayton Stanley   | 9 sześć     | 4 jeden     | 5 dwa       | 5 dwa       | 5 dwa       | 19  |
| L               | 5  | Richard Lambourne | L           | L           | L           | L           | L           |     |
| Zmiany          |    |                   |             |             |             |             |             |     |
| P               | 2  | Sean Rooney       | 13 zmiana4  | 18 zmiana9  | 18 zmiana9  | 18 zmiana9  | 18 zmiana9  |     |
| Ś               | 12 | Thomas Hoff       | 19 zmiana10 | 19 zmiana10 | 19 zmiana10 | 19 zmiana10 | 19 zmiana10 |     |
| Trener          |    |                   |             |             |             |             |             |     |
| Hugh McCutcheon |    |                   |             |             |             |             |             |     |

| Poz.            | Nr | Zawodnik            | 1          | 2          | 3           | 4        | 5          | Pkt |
| --------------- | -- | ------------------- | ---------- | ---------- | ----------- | -------- | ---------- | --- |
| P               | 3  | Aleksandr Kosariew  | 7 cztery   | 4 jeden    | 4 jeden     | 4 jeden  | 4 jeden    | 16  |
| R               | 6  | Siergiej Grankin    | 6 trzy     | 9 sześć    | 9 sześć     | 9 sześć  | 9 sześć    | 2   |
| P               | 8  | Siergiej Tietiuchin | 4 jeden    | 7 cztery   | 7 cztery    | 7 cztery | 7 cztery   | 8   |
| Ś               | 15 | Aleksandr Wołkow    | 5 dwa      | 8 pięć     | 8 pięć      | 8 pięć   | 8 pięć     | 14  |
| A               | 17 | Maksim Michajłow    | 9 sześć    | 6 trzy     | 6 trzy      | 6 trzy   | 6 trzy     | 31  |
| Ś               | 18 | Aleksiej Kuleszow   | 8 pięć     | 5 dwa      | 5 dwa       | 5 dwa    | 5 dwa      | 9   |
| L               | 16 | Aleksiej Wierbow    | L          | L          | L           | L        | L          |     |
| Zmiany          |    |                     |            |            |             |          |            |     |
| P               | 1  | Aleksandr Korniejew | 15 zmiana6 |            |             | 4 pusty  | 4 pusty    |     |
| A               | 2  | Siemion Połtawski   |            |            | 15 zmiana6  | 4 pusty  | 15 zmiana6 |     |
| P               | 10 | Jurij Bierieżko     |            | 17 zmiana8 | 26 zmiana17 | 4 pusty  | 4 pusty    |     |
| Trener          |    |                     |            |            |             |          |            |     |
| Władimir Alekno |    |                     |            |            |             |          |            |     |

Statystyki meczowe
| Stany Zjednoczone | STATYSTYKI        | Rosja |
| 112               | MAŁE PUNKTY       | 108   |
| 66                | ATAK              | 66    |
| 7                 | BLOK              | 11    |
| 8                 | SERWIS            | 3     |
| 31                | BŁĘDY PRZECIWNIKA | 28    |

Wyjściowe ustawienie drużyn
| Wyjściowe ustawienie drużyn                                                                                         |
| --- |
| \| Salmon Millar Ball Priddy Lee Stanley Lambourne Tietiuchin Wołkow Grankin Kosariew Kuleszow Michajłow Wierbow \| |
| |
| Salmon Millar Ball Priddy Lee Stanley Lambourne Tietiuchin Wołkow Grankin Kosariew Kuleszow Michajłow Wierbow       |

## Włochy – Brazylia
Piątek, 22 sierpnia 2008 – 20:00 (UTC+8) • Capital Indoor Stadium, Pekin
Widzów: 12500
Czas trwania meczu: 116 minut
Sędziowie: Kim Kun-Tae (Korea Południowa) i Humberto Salas (Meksyk)
| Włochy                 | 1:3                                                       | Brazylia    |
| Alberto Cisolla 15 pkt | (25:19, 18:25, 21:25, 22:25) raport raport P-2 raport P-3 | Giba 17 pkt |

| Poz.            | Nr | Zawodnik            | 1          | 2           | 3          | 4          | 5 | Pkt |
| --------------- | -- | ------------------- | ---------- | ----------- | ---------- | ---------- | - | --- |
| Ś               | 1  | Luigi Mastrangelo   | 7 cztery   | 9 sześć     | 7 cztery   | 4 pusty    |   | 6   |
| A               | 3  | Mauro Gavotto       | 5 dwa      | 7 cztery    | 5 dwa      | 4 pusty    |   | 13  |
| R               | 5  | Valerio Vermiglio   | 8 pięć     | 4 jeden     | 8 pięć     | 9 sześć    |   | 2   |
| P               | 8  | Alberto Cisolla     | 6 trzy     | 8 pięć      | 6 trzy     | 7 cztery   |   | 15  |
| P               | 9  | Matteo Martino      | 9 sześć    | 5 dwa       | 9 sześć    | 4 jeden    |   | 7   |
| Ś               | 16 | Vigor Bovolenta     | 4 jeden    | 6 trzy      | 10 zmiana1 | 8 pięć     |   | 3   |
| L               | 7  | Alessandro Paparoni | L          | L           | L          | L          |   |     |
| Zmiany          |    |                     |            |             |            |            |   |     |
| R               | 6  | Marco Meoni         |            |             |            | 14 zmiana5 |   |     |
| P               | 11 | Hristo Zlatanov     | 14 zmiana5 |             |            | 17 zmiana8 |   | 4   |
| A               | 14 | Alessandro Fei      |            |             | 12 zmiana3 | 6 trzy     |   | 4   |
| Ś               | 15 | Emanuele Birarelli  |            | 25 zmiana16 | 4 jeden    | 5 dwa      |   | 8   |
| Trener          |    |                     |            |             |            |            |   |     |
| Andrea Anastasi |    |                     |            |             |            |            |   |     |

| Poz.             | Nr | Zawodnik            | 1          | 2           | 3        | 4          | 5 | Pkt |
| ---------------- | -- | ------------------- | ---------- | ----------- | -------- | ---------- | - | --- |
| R                | 2  | Marcelo Elgarten    | 6 trzy     | 9 sześć     | 8 pięć   | 9 sześć    |   |     |
| Ś                | 4  | André Heller        | 8 pięć     | 5 dwa       | 4 jeden  | 5 dwa      |   | 12  |
| P                | 7  | Giba                | 7 cztery   | 4 jeden     | 9 sześć  | 4 jeden    |   | 17  |
| A                | 9  | André Nascimento    | 9 sześć    | 6 trzy      | 5 dwa    | 6 trzy     |   | 10  |
| Ś                | 13 | Gustavo Endres      | 5 dwa      | 8 pięć      | 7 cztery | 8 pięć     |   | 11  |
| P                | 18 | Dante Amaral        | 4 jeden    | 7 cztery    |          | 4 pusty    |   | 1   |
| L                | 10 | Sérgio Dutra Santos | L          | L           | L        | L          |   |     |
| Zmiany           |    |                     |            |             |          |            |   |     |
| A                | 1  | Bruno Rezende       | 18 zmiana9 | 18 zmiana9  |          | 18 zmiana9 |   | 1   |
| P                | 6  | Samuel Fuchs        | 11 zmiana2 | 11 zmiana2  |          | 11 zmiana2 |   |     |
| P                | 8  | Murilo Endres       |            | 27 zmiana18 | 6 trzy   | 7 cztery   |   | 9   |
| Trener           |    |                     |            |             |          |            |   |     |
| Bernardo Rezende |    |                     |            |             |          |            |   |     |

Statystyki meczowe
| Bułgaria | STATYSTYKI        | Rosja |
| 86       | MAŁE PUNKTY       | 94    |
| 50       | ATAK              | 48    |
| 10       | BLOK              | 11    |
| 2        | SERWIS            | 2     |
| 24       | BŁĘDY PRZECIWNIKA | 33    |

Wyjściowe ustawienie drużyn
| Wyjściowe ustawienie drużyn |
| --- |
| \| Bovolenta Gavotto Cisolla Mastrangelo Vermiglio Martino Corsano Dante Gustavo Marcelo Giba André Heller Nascimento Sérgio \| |
| |
| Bovolenta Gavotto Cisolla Mastrangelo Vermiglio Martino Corsano Dante Gustavo Marcelo Giba André Heller Nascimento Sérgio       |